# Aricia vandalica
Aricia vandalica är en fjärilsart som beskrevs av Kaaber och Høgh-guldberg 1961. Aricia vandalica ingår i släktet Aricia och familjen juvelvingar. Inga underarter finns listade i Catalogue of Life.